# Meininger Landtag

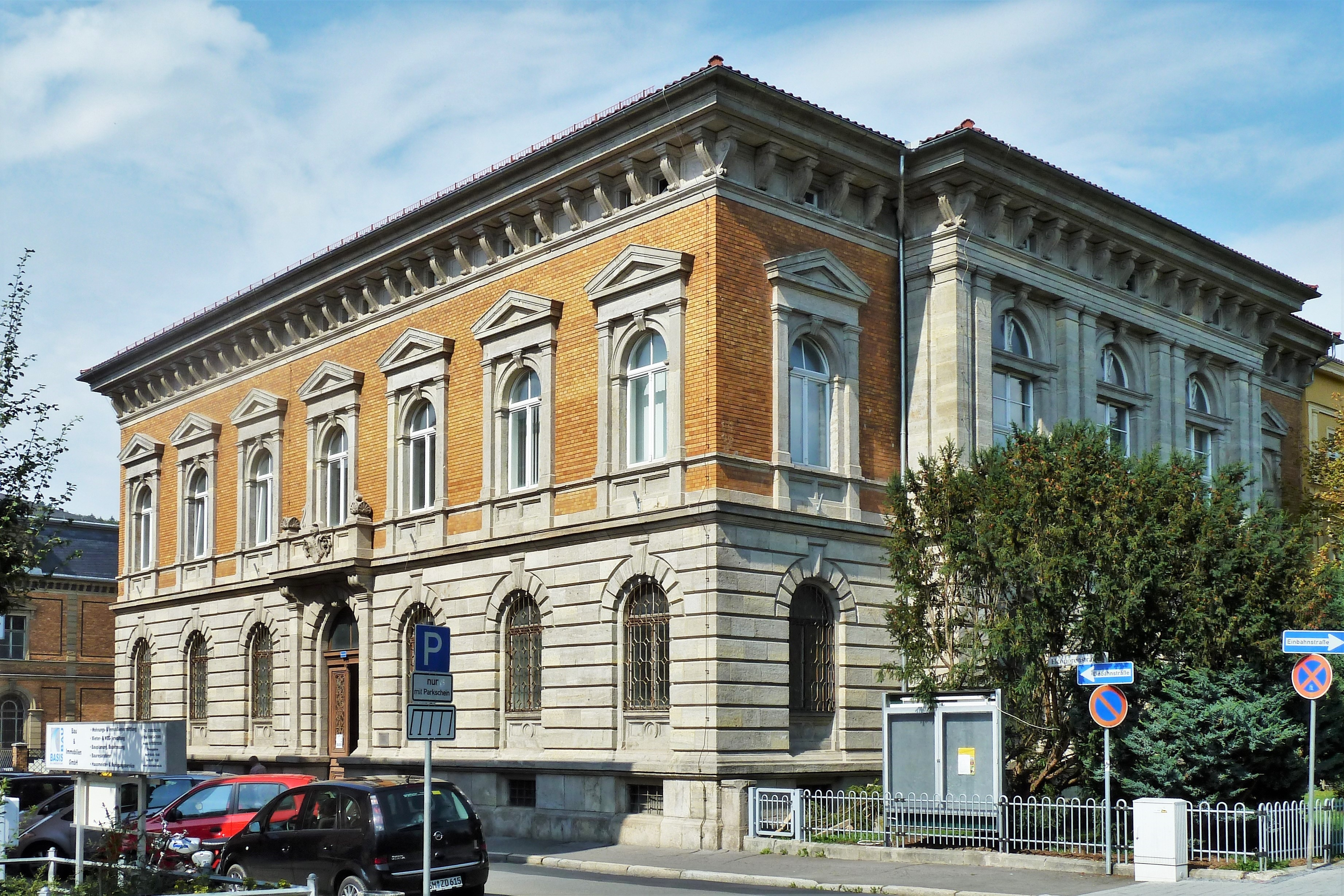
Das Landtagsgebäude in Meiningen

Der Meininger Landtag war das Parlament des Herzogtums Sachsen-Meiningen und ab November 1918 des Freistaates Sachsen-Meiningen.

## Vorgeschichte: Die Landstände des Herzogtums Sachsen-Meiningen
Bereits in der Grafschaft Henneberg hatte es Landstände gegeben. Nach der Gründung des Herzogtums Sachsen-Meiningen berief Herzog Bernhard I. am 22. Mai 1684 den ersten meiningischen Landtag ein. Die hennebergischen und die wettinischen Landständen des Amtes Salzungen kamen hier erstmals zusammen, um dem Herzog zu huldigen und nach Ständen getrennt, über die ihnen vorgelegten Propositionen zu verhandeln. Das Meininger Oberland und das Amt Römhild waren in den Landstände nicht vertreten.

## Der Landtag 1824
Art. 13 der Deutschen Bundesakte verpflichtete die Staaten des Deutschen Bundes, „landständige Verfassungen“ zu erlassen. Herzog Bernhard II. erließ am 4. September 1824 ohne Beteiligung der Landstände eine Verfassung (das Grundgesetz über die landschaftliche Verfassung des Herzogtums Sachsen-Coburg-Meiningen), in der auch ein Landtag geregelt war. Die 21 Mitglieder des Landtags wurden getrennt nach den Ständen der Bürger, Bauern und Rittergutsbesitzer gewählt (bzw. ernannt: Je ein Abgeordneter jedes Standes wurde vom Herzog ernannt) und bildeten die „Landschaft“. Der vom Herzog ernannte Rittergutsbesitzer war Landmarschall also Landtagspräsident.
Das Wahlrecht war an das Erreichen des 25. Lebensjahres, die Zugehörigkeit zur christlichen Religion, einen unbescholtenen Leumund und daran geknüpft, nicht in einem selbstverschuldeten Konkurs verwickelt zu sein. Staats- und Hofbeamte verfügten über das Wahlrecht.
§ 20 der Verfassung führte die Rittergüter auf, deren Besitz zu einem Stimmrecht in der Kurie der Rittergutsbesitzer führte.
Die Bürger wurden in sechs Ein-Personen-Wahlkreisen gewählt. Je ein Abgeordneter wurde in den Städten Meiningen, Salzungen, Wasungen, Römhild, Sonneberg und Schalkau gewählt. Wahlberechtigt waren die Inhaber des Bürgerrechtes, wählbar diejenigen Bürger, die ein besteuertes Besitztum oder Gewerbe und ein Jahreseinkommen von mindestens 300 Gulden hatten.
Die Bauern wurden in drei Zwei-Personen-Wahlkreisen gewählt. Die Wahl erfolgte in indirekter Wahl. Jedes Dorf bis fünfzig Häuser wählte einen, größere Dörfer zwei Wahlmänner. Wahlberechtigt waren Bauern mit einem Besitz von sechs Äckern oder einem Haus. Die Wahlmänner bestimmten im Wahlkreis die beiden Abgeordneten.
Die Abgeordneten wurden auf sechs Jahre gewählt. Für den Fall des vorzeitigen Ausscheidens wurden Stellvertreter gewählt. Der erste Landtag wurde für den 17. Dezember 1824 einberufen.
Der Landtag hatte Kompetenzen in der Finanzkontrolle und Etatbestimmung in Bezug auf die Landschaftskasse und das Recht Steuern zu genehmigen oder zu verweigern. Hinsichtlich der Gesetzgebung hatte er nur ein Beratungsrecht.

## Entstehung
1826 ging das Herzogtum Sachsen-Hildburghausen in das Herzogtum Sachsen-Meiningen auf, was eine Vereinigung beider Landstände (der Landstände des Herzogtums Sachsen-Meiningen und der Landstände des Herzogtums Sachsen-Hildburghausen) erforderte. Der Meininger Landtag entstand so gemäß Grundgesetz der landschaftlichen Verfassung des Herzogtums Sachsen-Meiningen vom 23. August 1829 mit Sitz in der Landeshauptstadt Meiningen und hielt 1830 seine erste Sitzung ab.

## Zusammensetzung
Der Landtag setzte sich aus 24 Abgeordneten zusammen, dem ein Landmarschall vorstand. Das Wahlrecht orientierte sich an der Verfassung von 1824 und nahm nur Rücksicht auf den neuen Zuschnitt des Landes.
Die acht Rittergutsbesitzer wurden in zwei Wahlkreisen in Meiningen und Saalfeld gewählt. Die vier Landkreise (Hildburghausen, Meiningen, Saalfeld und Sonneberg) bildeten die vier Wahlkreise der acht zu wählenden Bürger und acht zu wählender Bauern. Die Wahl erfolgte in indirekter Wahl über Wahlmänner.
Die Legislaturperiode des Landtages betrug sechs Jahre. Von 1830 bis 1923 gab es insgesamt 18 Wahlperioden.

## Weitere Geschichte

### Herzogtum
1832 bezog der Meininger Landtag das neugebaute Landschaftsgebäude auf dem Meininger Markt direkt neben dem Rathaus. Nach einem neuen Gesetz vom 25. Juni 1853 setzte sich der Landtag aus jeweils acht Wahlmännern der Städte und der Landbewohner, aus sechs gewählten Mitgliedern von großen Wirtschaftsunternehmen und zwei vom jeweiligen regierenden Herzog ernannten Abgeordneten zusammen. Herzog Georg II. gab am 25. April 1868 per Gesetz dem Landtag eine neue Geschäftsordnung, die den Ablauf der Landtagssitzungen, die Mitwirkung des Staatsministeriums an den Entscheidungen und die Rechte des Landtagspräsidenten und der Abgeordneten neu regelte. Diese behielt bis 1923 ihre Gültigkeit. Gemäß dieser Geschäftsordnung wurden in Zeitabständen von sechs bis neuen Monaten jeweils zwei Justizreferendare zur Protokollführung des Landtages sowie sekretarischen und archivarischen Arbeiten vom Meininger Staatsministerium, Abteilung Justiz, eingesetzt. Ein Gesetz vom 24. April 1873 regelt die neue Zusammensetzung des Landtags, das von da an aus 16 Abgeordneten der Städte und Gemeinden und aus jeweils vier Abgeordneten der höchstbesteuerten Grundbesitzern sowie personellen Steuerzahlern bestand.
1874 zerstörte der große Stadtbrand auch das Landschaftsgebäude. Der Landtag wich bis zur Fertigstellung des neuen Parlamentsgebäudes provisorisch in den Saal des Schützenhauses aus, wo man in sechs Jahren 177 Sitzungen abhielt. Die erste öffentliche Sitzung im neuerbauten Landtagsgebäude in der Eleonorenstraße fand am 15. November 1880 statt. 1909 wurde der 17. Landtag gewählt, die Wahl des 18. Landtages, die 1915 stattfinden sollte, setzte man wegen des Ersten Weltkrieges zunächst aus. Kurz vor Ende des Ersten Weltkriegs fand im September 1918 die letzte Landtagssitzung statt und wurde dann auf unbestimmte Zeit vertagt.

### Freistaat

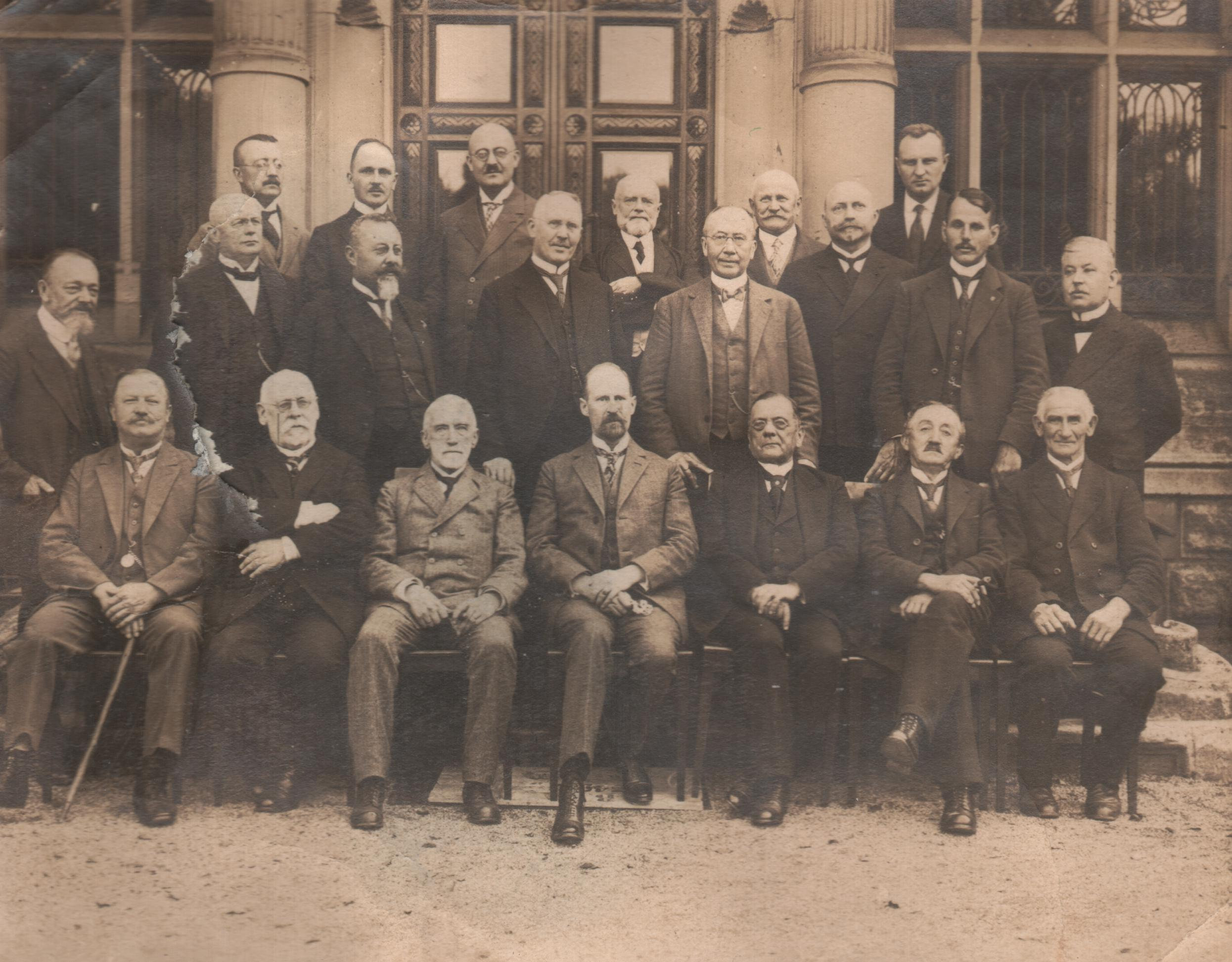
Mitglieder des Meininger Landtags 1920

Infolge der Novemberrevolution dankte am 10. November 1918 der regierende Herzog Bernhard III. ab. Am 12. November 1918 berief Landtagspräsident Eduard Fritze den Landtag zur 234. Sitzung der Wahlperiode ein, um die weitere Zukunft des Herzogtums zu beraten. Noch am selben Abend konnte der Freistaat Sachsen-Meiningen ausgerufen und die neue sozial-liberale Regierung bestellt werden. Als Erster Staatsminister wurde der Geheime Staatsrat Ludwig Freiherr von Türcke berufen, hinzu kamen die beamteten Staatsräte Karl Marr (Stellvertreter) und Ottomar Benz sowie vier ehrenamtliche Staatsräte aus den Reihen der Landtagsabgeordneten.
Der Meininger Landtag passte bereits am 15. November 1918 das Grundgesetz von 1829 den neuen Bedingungen an. Weitere neue Landesgesetze beziehungsweise Gesetzesänderungen beschloss das Parlament im Dezember 1918. So entfiel unter anderem das Dreiklassenwahlrecht. Am 9. März 1919 fand die Wahl des 18. Landtages statt, der am 7. April 1919 erstmals zusammentrat. Neuer Landtagspräsident wurde Eduard Wehder. Nach langen kontroversen Debatten über einen Anschluss des Freistaates entweder nach Bayern oder zum neuen Land Thüringen beschloss der Meininger Landtag am 12. Dezember 1919 als letzter der Gründungsländer den Beitritt nach Thüringen. Nach der Bildung  des Landes Thüringen am 1. Mai 1920 wandelte sich der Landtag nach einem am 9. Dezember 1920 beschlossenen Übergangsgesetz am 1. April 1921 in eine Gebietsvertretung für das Gebiet Sachsen-Meiningen. Die letzte Sitzung fand schließlich am 24. März 1923 im Landtagsgebäude statt.
 (mit der Sitzverteilung von 1919 bis 1923)

## Landtagspräsidenten
- Dietrich von Stein (ab 1824)